# Inulina

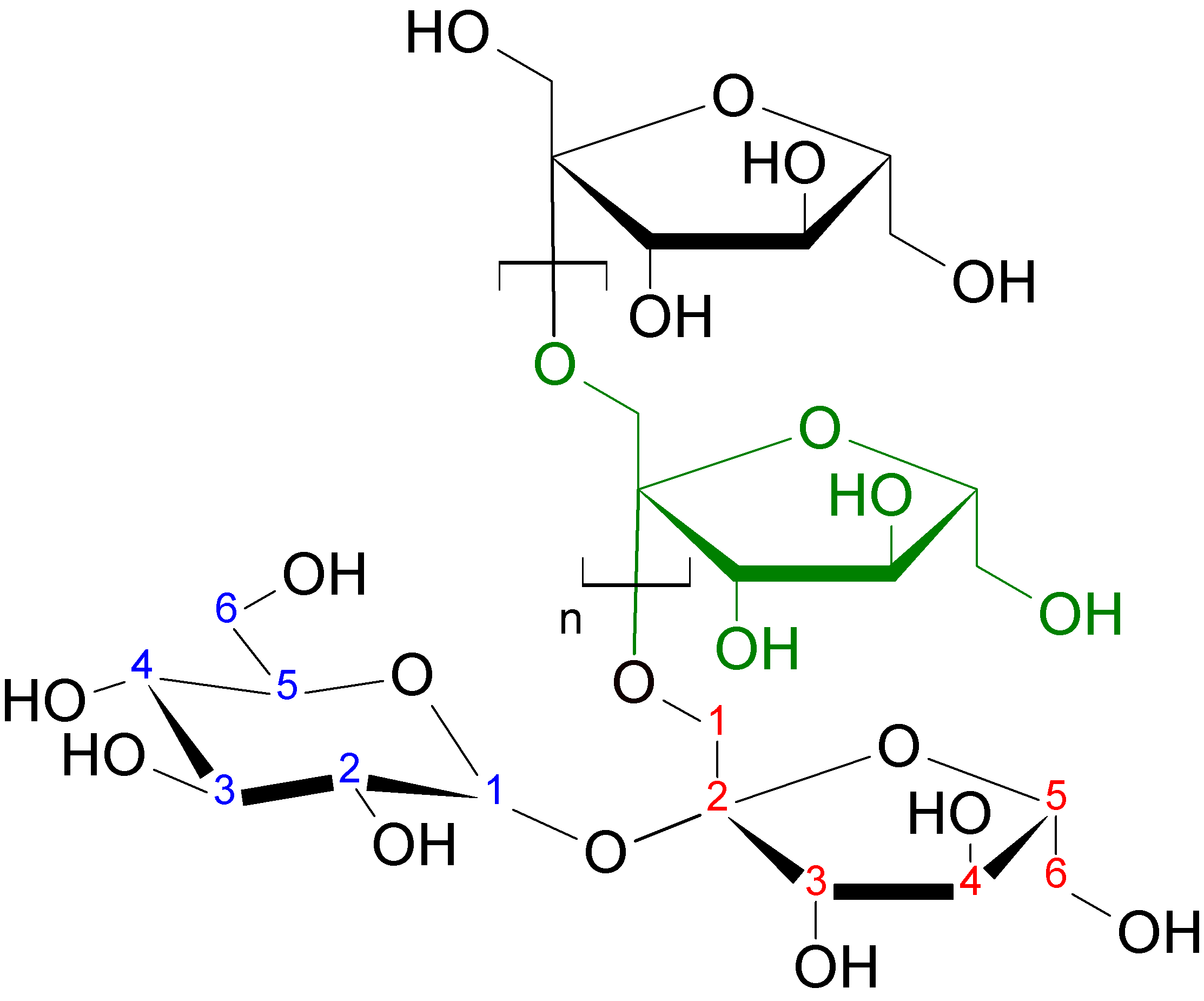
Inulina

A inulina  é um frutano, polissacarídeo da frutose com uma unidade de glicose terminal. de origem vegetal, formula  C6nH10n+2O5n+1 e  CAS nº 9005-80-5. O polímero da frutose é particularmente abundante nas raizes da chicória, de onde é extraída industrialmente.  Também é encontrada em outros vegetais que pertencem a família das Asteraceae, principalmente nos tubérculos  do tupinambo  ( Helianthus tuberosus)  e cebolas da Dahlia. No final da temporada, com as primeiras geadas, a inulina sofre uma hidrólise que  provoca uma baixa do seu rendimento.
A inulina é uma fibra solúvel. Apesar de não ser digerida pelas enzimas intestinais, é um dos principais substratos da flora intestinal, sendo por isso considerada um pré-biótico.
A inulina é utilizada na indústria  como ingrediente para a preparação de diversos produtos agro-alimentares. O grau de polimerização  condiciona a sua funcionalidade. Os polímeros que apresentam menos de dez unidades de frutose são  denominados frutooligossacarideos ou oligofrutoses, sendo utilizados como adoçantes; aqueles que apresentam mais de dez unidades não apresentam características adoçantes, sendo usadas para melhorar a textura dos alimentos em substituição as matérias graxas.

## Cálculo da Taxa de Filtração Glomerular (TFG)
A inulina é tratada de modo único pelos néfrons, de modo que ela é livremente filtrada no glomérulo mas não é secretada nem reabsorvida através dos túbulos do néfron. Essa propriedade da inulina permite que a depuração plasmática da inulina seja usada clinicamente como uma medida muito precisa da taxa de filtração glomerular (TFG) - a quantidade de plasma da arteríola aferente que é filtrado na cápsula de Bowman.